# دهستان شیرین‌سو (مانه)
دهستان شیرین‌سو، یکی از دهستان‌های بخش شیرین‌سو شهرستان مانه در استان خراسان شمالی ایران است. مرکز این دهستان، روستای کالیمانی است.

## جمعیت
بر پایه سرشماری عمومی نفوس و مسکن در سال ۱۳۹۵، جمعیت دهستان شیرین‌سو برابر ۴٬۳۰۲ نفر بوده‌است.